# Rafelbunyol (metropolitana di Valencia)
La stazione di Rafelbunyol è una stazione della linea 3 della metropolitana di Valencia che si trova nel comune di Rafelbunyol. Costituisce il capolinea nord della linea.
Fu riaperta nel 1995, con l'inaugurazione della linea 3. In precedenza era una stazione del trenet di Valencia. Si trova nel Calle Valencia.

La stazione è costituita da due binari tra due banchine.